# رابطه خارج از ازدواج
رابطه خارج از ازدواج وضعیتی است که یک شخص ازدواج کرده با شخصی به جز همسر خود رابطه جنسی دارد. از دیدگاه دیگر، رابطه‌ای است که شخصی با یک فرد متأهل برقرار می‌کند.
در برخی جامعه‌ها رابطه خارج از ازدواج می‌تواند یک هنجار جنسی باشد در حالی که در جامعه‌های دیگری خیانت زناشویی و زنا نامیده شده و مجازات دارد. این نام‌گذاری‌ها بار اخلاقی، قانون مدنی و حقوق مذهبی دارد. همچنین ممکن است در جایی که منع قانونی ندارد تبعات قانونی از جمله در شرایط طلاق به وجود آورد.

## رواج
در سال ۲۰۰۵ در پژوهش جهانی دورکس، ۲۲ درصد از افراد مورد مطالعه در سراسر جهان به داشتن رابطه جنسی خارج از ازدواج اعتراف کردند.

## در قانون
رابطه جنسی خارج از ازدواج در بسیاری از کشورها ممنوع نبوده و غیرقانونی نیست. اما ممکن است در جایی که منع قانونی ندارد تبعات قانونی از جمله در شرایط طلاق به وجود آورد و امکان شکایت کردن افراد وجود داشته باشد.
رابطه جنسی خارج از ازدواج در بیشتر کشورهای اسلامی غیرقانونی است. مانند عربستان سعودی، پاکستان، ایران، افغانستان، کویت، مالدیو، مراکش، عمان، موریتانی، امارات متحده عربی، قطر، سودان، یمن.

### چندهمسری
چندهمسری در برخی جامعه‌ها نوعی از ازدواج است که در آن زن یا مرد بیش از یک همسر دارند. اگر یک مرد بتواند به‌طور هم‌زمان با چند زن ازدواج کند چندزنی (تعدد زوجات) نامیده می‌شود و اگر یک زن بتواند به‌طور هم‌زمان با چند مرد ازدواج کند چندشوهری نام دارد.

## در سنت‌های فرهنگی و دینی
در یهودیت، کتاب تورات رابطه خارج از ازدواج را ممنوع دانسته و مجازات شلاق زدن و سنگسار ذکر کرده‌است؛ هرچند که در یهودیت چندزنی مجاز بود.
در اسلام رابطه خارج از ازدواج زنا (به ویژه زنای محصنه) نام دارد و حرام (ممنوع) بوده و مجازات اعم از شلاق زدن، اعدام و سنگسار دارد؛ هرچند که در اسلام چندزنی مجاز است.
در آیات حجاب از جمله آیه ۳۳ سوره احزاب، همسران محمد از تَبَرُّج جاهلیت اولی، نهی شده‌اند. («در خانه‌های خویش آرام گیرید و مانندِ تبرج جاهلیتِ نخستین، تبرج نکنید…») دربارهٔ معنای این اصطلاح در آثاری همچون تفسیر مجمع‌البیان اثر شیخ طَبرِسی (زادهٔ ۴۵۴ه‍.ش/۱۰۷۵م) آمده‌است:
 و بعضی گفته‌اند که معنای تبرّج جاهلیت اولی این است که آن‌ها تجویز می‌کردند که یک زن جمع کند بین شوهر و رفیقش را. پس پایین‌تنهٔ خود را برای شوهرش قرار دهد (که با او آمیزش و مُجامِعت کند) و برای رفیقش بالاتنهٔ خود را قرار دهد که او را بوسیده و مُعانِقه نموده و در آغوش کشد.

## خشونت
در برخی جامعه‌ها رابطه خارج از ازدواج افراد جامعه با برخود خشونت‌آمیز اعضای جامعه مواجه می‌شود. از جمله قتل ناموسی و سنگسار. جنایت‌های ناموسی یا قتل ناموسی به ارتکاب خشونت و اغلب قتل زنان یک خانواده به دست مردان خویشاوند خود گفته می‌شود. این زنان به علت «ننگین کردن شرافت خانواده خود» مجازات می‌شوند. این ننگ موارد گوناگونی را شامل می‌شود از جمله خودداری از ازدواج اجباری، قربانی یک تجاوز جنسی بودن، طلاق گرفتن (حتی از یک شوهر ناشایست)، رابطه با جنس مخالف، یا ارتکاب زنا. برای اینکه فردی قربانی جنایت‌های ناموسی شود، فقط اینکه گمان برده شود او «آبروی خانواده» را بر باد داده‌است کافی‌ستسنگسار، یک نوع مجازات مرگ است که از طریق پرتاب سنگ (که به صورت گروهی انجام می‌شود) به طرف مجرم صورت می‌گیرد. در کتب تاریخی به رواج سنگسار به عنوان مجازات در یونان باستان اشاراتی شده‌است. در منابع ادیان ابراهیمی همچون یهودیت و اسلام نیز به مجازات سنگسار اشاره شده‌است.

## در ادبیات و هنر
موضوع رابطه خارج از ازدواج در بسیاری از آثار ادبی استفاده می‌شود، مانند آنا کارنینا، مادام بوواری، عاشق لیدی چترلی، داغ ننگ. همچنین این موضوع تم بسیاری از فیلم‌ها بوده‌است.